# João Braz de Aviz
João Braz de Aviz (Mafra, 24 de abril de 1947) é um cardeal católico romano brasileiro, prefeito emérito do Dicastério para os Institutos de Vida Consagrada e Sociedades de Vida Apostólica no Vaticano. Ascendeu ao posto de cardeal em janeiro de 2012, após ser nomeado pelo Papa Bento XVI.

## Família e educação
É um dos oito filhos de João Avelino de Aviz e de Juliana Hack de Aviz. Dentre seus irmãos, José Amauri de Aviz (1946-2018), também foi sacerdote da Igreja Católica Romana. Durante a sua infância, com a família, se instalou na cidade de Borrazópolis, no Paraná. Com a idade de onze anos, em 21 de abril de 1958, ingressou no Seminário São Pio X, dos padres do Pontifício Instituto para as Missões Estrangeiras, na cidade de Assis, interior de São Paulo, onde estudavam os seminaristas menores da Diocese de Londrina.
Aviz estudou Filosofia na cidade de Curitiba, no Seminário Maior Rainha dos Apóstolos, e na cidade de Palmas, interior do Paraná. Concluído o curso de Filosofia, seguiu para Roma, onde cursou a faculdade de Teologia na Pontifícia Universidade Gregoriana.

## Sacerdócio
Retornando ao Brasil, Aviz foi ordenado padre por Dom Romeu Alberti, na Catedral Basílica Menor Nossa Senhora de Lourdes, em 26 de novembro de 1972. Durante seu sacerdócio exerceu alguns encargos pastorais: pároco de algumas paróquias; diretor espiritual e reitor do Seminário Maior de Apucarana (em 1984 e 1985) e de Londrina (em 1986 a 1988); diretor espiritual do Seminário do Ipiranga, em São Paulo; membro do Conselho de Presbíteros, do Colégio de Consultores e Coordenador geral de pastoral da Diocese de Apucarana. De 1989 a 1992 fez o doutorado em Teologia Dogmática na Pontifícia Universidade Lateranense em Roma. Nos anos de 1992 a 1994 foi reitor e professor de Teologia Dogmática no Instituto Paulo VI, de Londrina, e pároco da Catedral Basílica Menor Nossa Senhora de Lourdes.

## Episcopado
Em 6 de abril de 1994, Aviz foi nomeado pelo Papa João Paulo II como bispo auxiliar da Arquidiocese de Vitória com a sede titular de Flenucleta, sendo sagrado bispo em 31 de maio de 1994 por Dom Domingos Gabriel Wisniewski, C.M.. Escolheu como lema de vida episcopal "Todos sejam um" (Jo 17, 21).
Atuou na Arquidiocese de Vitória de 1994 a 1998, quando foi nomeado bispo da Diocese de Ponta Grossa, onde ficou até 2003, sendo sucedido por dom Sérgio Arthur Braschi. Em 17 de julho de 2002 foi elevado a arcebispo, sendo nomeado para a Arquidiocese de Maringá, onde tomou posse no dia 4 de outubro do mesmo ano.
Em 28 de janeiro de 2004, Aviz foi nomeado arcebispo da Arquidiocese de Brasília e tomou posse em 27 de março do mesmo ano, sucedendo ao cardeal José Freire Falcão. Em 2007 foi eleito presidente do Regional Centro-Oeste da Conferência Nacional dos Bispos do Brasil (CNBB). Ainda nesta instituição, foi membro da Comissão Episcopal Pastoral para a Doutrina da Fé e vice-presidente das Edições CNBB.
Em maio de 2010, Aviz esteve a frente da organização do XVI Congresso Eucarístico Nacional, que aconteceu em Brasília, ano do cinquentenário da capital federal.

## Cúria romana
Em 4 de janeiro de 2011, Aviz foi nomeado pelo Papa Bento XVI como prefeito da Congregação para os Institutos de Vida Consagrada e Sociedades de Vida Apostólica no Vaticano. Foi o quarto brasileiro a chefiar um departamento do Vaticano.
Em 6 de janeiro de 2012, o Papa Bento XVI anunciou a sua criação a cardeal. No Primeiro Consistório Ordinário Público de 2012, realizado no dia 18 de fevereiro, recebeu o barrete cardinalício e o título de cardeal-diácono de Santa Helena fora da Porta Prenestina, na Basílica de São Pedro, pelas mãos do santo padre.
Durante o conclave papal de 2013, Aviz foi mencionado como um possível candidato ao papado. Na época, era o brasileiro que ocupava o cargo mais alto na estrutura de poder da Santa Sé. No entanto, os cardeais designaram para o posto o Papa Francisco. No mesmo ano, o Papa Francisco nomeou Aviz como membro da Congregação para os Bispos.
Em 2019, Aviz foi designado pelo Papa Francisco como presidente delegado do Sínodo dos Bispos para a Região Pan-Amazônica.
Em 4 de março de 2022, durante Consistório para canonizações, realizou o optatio e passou para a ordem dos cardeais-presbíteros, mantendo sua diaconia pro hac vice.
Em janeiro de 2025, após 14 anos à frente do Dicastério para os Institutos de Vida Consagrada e Sociedade de Vida Apostólica, foi sucedido no cargo por Irmã Simona Brambilla. A Conferência Nacional dos Bispos do Brasil (CNBB) expressou gratidão por seu serviço, destacando sua dedicação à vida consagrada e seu estilo pastoral marcado pela simplicidade. Aos 78 anos, ultrapassando a idade de aposentadoria recomendada para cargos na Cúria Romana, concluiu sua gestão sendo reconhecido por sua atuação na Santa Sé.

## Visões políticas
Aviz é defensor da Teologia da libertação. Durante as eleições gerais do Brasil em 2010, referiu, durante uma missa para 90 mil pessoas, que "71% dos brasileiros são contra o aborto" e chamou a Lei da Ficha Limpa de uma legislação "vitoriosa [que] ajudou a impedir que políticos corruptos nos governem." Em 2013, foi tachado, pelo G1, de "o progressista arcebispo emérito de Brasília."

## Vida pessoal
Em 1983, Aviz foi sequestrado por dois jovens que tentavam assaltar um carro-forte em Apucarana, no Paraná. Quando avistaram o veículo, os assaltantes ordenaram que o religioso pedisse o dinheiro aos ocupantes do carro-forte. Era noite, e os guardas dispararam, ferindo Aviz com um tiro de escopeta, que espalhou chumbo em várias direções e atingiu várias partes de seu corpo. Os fragmentos não danificaram nenhum órgão vital. Embora tenha sobrevivido, ficou com vários fragmentos alojados em seu corpo.
Em maio de 2018, viajou ao Brasil para acompanhar os últimos momentos de seu irmão, o Pe. José Amauri de Aviz, na luta contra um câncer.

## Ordenações

### Ordenações diaconais
- Bernardo Johannes Bahlmann, O.F.M. (1995) [34]
- Mário Spaki (2003)

### Ordenações de presbíteros
- Odair Miguel Gonsalves dos Santos, C.M. (2000)
- Vicente de Paula Tavares (2006)

### Ordenações episcopais
Dom João Braz foi o ordenante principal de:
- José Ronaldo Ribeiro (2007)

Foi co-ordenante na ordenação episcopal dos seguintes bispos:
- Hélio Adelar Rubert (1999)
- Francisco Carlos Bach (2005)
- Mário Marquez, O.F.M. Cap. (2006)
- Messias dos Reis Silveira (2007)
- Waldemar Passini Dalbello (2010)